# Štepanjsko nabrežje, Ljubljana
Štepanjsko nabrežje je ena izmed ulic v Ljubljani, ki je hkrati nabrežje Ljubljanice.

## Urbanizem
Ulica poteka od T-križišča z Litijsko cesto do križišča z Zaloško in s Parmsko cesto.
Na nabrežje se (od severa proti jugu) povezujejo: Ob sotočju (2x), Mekinčeva (2x), Steletova in Kajuhova.
Od cesta poteka tudi več krakov:
- eden se konča na križišču s Povšetovo in Kajuhovo ulico,
- eden se odcepi in nato še razcepi v tri krake: severni preide v Mekinčevo ulico, srednji se poveže na Parmsko cesto in južni se konča slepo,
- dva se pa slepo končata v smeri proti Litijski cesti.